# The George Lopez Show
George Lopez (även känt som The George Lopez Show) är en amerikansk TV-serie med komikern George Lopez i huvudrollen. Serien sändes på TBS mellan 27 mars 2002 och 8 maj 2007.